# Caretta caretta
La tortuga boba, tortuga cabezona, caguama o cahuama (Caretta caretta) es la única especie del género Caretta, que pertenece a la familia Cheloniidae, dentro de la superfamilia de las tortugas marinas. Habita en el océano Atlántico, Pacífico e Índico, así como el mar Mediterráneo. 

## Taxonomía
Carlos Linneo fue el primero en darle un nombre binomial, Testudo caretta, en 1758. Durante los dos siglos siguientes, surgieron treinta y cinco otros nombres, entre los cuales el nombre de Caretta caretta sugerido por Leonhard Stejneger en 1902. El nombre común "cabezona" es una alusión a la cabeza relativamente grande de esta tortuga. C. caretta pertenece a la familia Cheloniidae, que incluye todas las tortugas marinas, excepto la tortuga laúd. La clasificación subespecífica de C. caretta es objeto de debate, pero la mayoría de los autores considera que es una sola especie polimórfica. Estudios de genética molecular confirmaron que existe hibridación entre C. caretta y la tortuga bastarda, la tortuga carey y la tortuga verde. Aunque no se ha determinado el grado de hibridación natural, existen informes de una segunda generación de híbridos, lo que sugiere que algunos híbridos son fértiles.

## Hábitat
C. caretta pasa la mayor parte de su vida en el mar y en aguas costeras poco profundas. Rara vez sube a la costa, con excepción de breves visitas de las hembras para excavar nidos y depositar sus huevos. Los neonatos viven en capas flotantes de algas Sargassum, mientras adultos y jóvenes viven a lo largo de la plataforma continental, así como en los estuarios costeros poco profundos. En el océano Atlántico noroccidental, la edad influye la preferencia para el tipo de hábitat. Los jóvenes se encuentran más frecuentemente en los estuarios poco profundos y tienen menos acceso al mar abierto en comparación con los adultos que no anidan. Fuera de la temporada de desove, viven en aguas marinas con temperaturas superficiales que oscilan entre 13,3 °C y 28,0 °C. Para las hembras anidadoras las temperaturas apropiadas oscilan entre 27 °C y 28 °C.
Las tortugas jóvenes comparten su hábitat en el Sargassum con hasta 100 especies de animales diferentes, algunas de las cuales constituyen su dieta. Algunas de las presas, como hormigas, moscas, pulgones, saltamontes, y escarabajos, son transportadas por el viento a estas zonas. Entre las endémicas se encuentran los percebes, pequeñas larvas de cangrejo, huevos de peces y colonias de hidrozoos. Mamíferos marinos y peces comerciales, como atún, lampuga y medregal, también habitan en las capas de Sargassum.

### Distribución

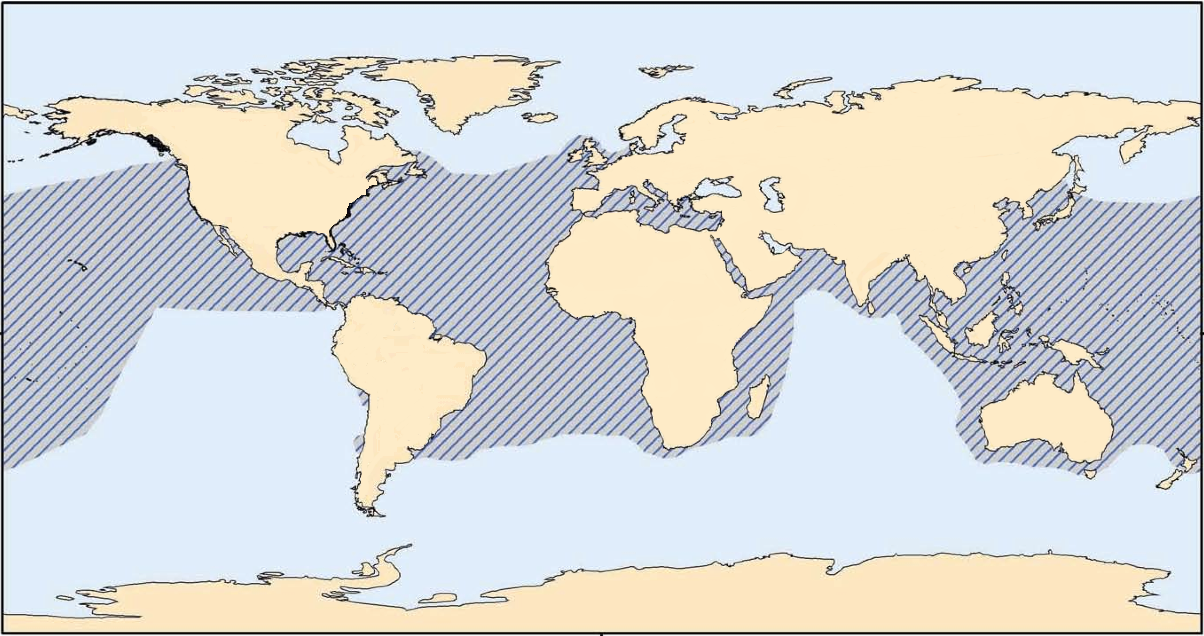
Distribución de C. caretta.

C. caretta tiene una distribución cosmopolita, reproduciéndose en el más amplio rango geográfico de todas las tortugas marinas. Habita en el océano Atlántico, Índico, Pacífico y el mar Mediterráneo.
En el océano Atlántico, la mayor concentración se produce a lo largo de la costa sudeste de América del Norte y en el golfo de México. Son muy pocos que viven a lo largo de las costas atlánticas europeas y africanas. El sitio de desove más frecuentado es Florida, con más de 67.000 nidos anualmente. Las zonas de desove se extienden desde el norte de Virginia, hasta el sur de Brasil, y tan al este como Cabo Verde. Las islas de Cabo Verde son el único sitio de desove significativo en el lado oriental del Atlántico. En el Atlántico la zona para buscar alimentos se extiende de Canadá hasta Brasil.
En el océano Índico, busca alimentos a lo largo de las costas de África, de la península arábiga y del mar Arábigo. A lo largo de la costa africana, anida desde el archipiélago de Bazaruto en Mozambique hasta el estuario de Santa Lucía en Sudáfrica. El mayor sitio de desove en el océano Índico es Omán en la península arábiga, que alberga alrededor de 15.000 nidos, y representa la segunda zona de desove de tortugas bobas en el mundo. La costa de Australia Occidental es otra área de desove notable, con 1000-2000 nidos por año.
En el océano Pacífico viven en zonas templadas y tropicales. Se alimentan en el mar de China Oriental, el Pacífico suroccidental, y a lo largo de la península de Baja California. Las principales zonas de desove se encuentran en el este de Australia y en Japón; la Gran Barrera de Coral es considerado una importante zona de desove.  Ocasionalmente anidan en Vanuatu y Tokelau. La isla de Yakushima es el sitio más importante, con tres zonas de desove visitadas por 40 % de todas las tortugas bobas del área. Después de anidar, las hembras suelen buscar alimentos en el mar de China Oriental, mientras que la zona de bifurcación de la extensión del corriente de Kuroshio ofrece importantes zonas de alimentación para los neonatos y juveniles. Las poblaciones del Pacífico oriental se concentran en la costa de Baja California, donde el afloramiento oceánico crea zonas de alimentación para las tortugas juveniles y subadultas. A lo largo de la cuenca del Pacífico oriental los sitios de desove son raros.
El análisis de polimorfismo de secuencia de ADNmt y los estudios de seguimiento sugieren que el 95 % de la población a lo largo de la costa del Pacífico de América nacen en las islas japonesas en el Pacífico occidental. Las tortugas son transportadas por las corrientes predominantes en toda la longitud del Pacífico norte, una de las rutas de migración más largas entre los animales marinos. Se ha sospechado durante mucho tiempo la existencia del viaje de regreso a las playas natales en Japón, a pesar de que cruza agua clara con pocas oportunidades de alimentación. La primera prueba de la existencia del viaje de retorno provenía de una hembra adulta llamada Adelita, equipada con un dispositivo de seguimiento por satélite, que hizo el viaje de 14.500 km a través del Pacífico desde México en 1996. Adelita fue el primer animal que fue seguido cruzando una cuenca oceánica.
El mar Mediterráneo es una guardería para las jóvenes tortugas, así como un lugar común para los adultos en la primavera y los meses de verano. Casi el 45 % de la población juvenil del Mediterráneo es originario del océano Atlántico. Las zonas de alimentación se encuentran principalmente en el mar de Alborán y el mar Adriático.
La principal zona de desove del Mediterráneo es Grecia, con más de 3.000 nidos por año.  Las costas de Chipre y Turquía son también sitios de desove comunes.

### Historia evolutiva
Aunque se carece de pruebas concretas, las tortugas marinas actuales probablemente tienen un ancestro común que se remonta hasta el período Cretácico. Como todas —excepto la tortuga laúd—, la tortuga boba pertenece a la antigua familia Cheloniidae que apareció hace 40 millones de años. De las seis especies de Cheloniidae existentes, la tortuga boba está más estrechamente relacionada con la tortuga bastarda, tortuga golfina y la tortuga carey que con la tortuga plana y la tortuga verde.
Hace aproximadamente tres millones de años, durante la época del Plioceno, América Central emergió del mar, aislando las corrientes marinas entre el Atlántico y el Indo-Pacífico. El desvío de las corrientes oceánicas dio lugar a cambios climáticos y la Tierra entró en un ciclo glacial. El afloramiento de agua fría alrededor del cabo de Buena Esperanza y la reducción de la temperatura del agua en el cabo de Hornos formaron barreras de agua fría que impidieron la migración de las tortugas. Esto resultó en el aislamiento completo de las poblaciones del Atlántico y las del Pacífico.

Durante la Edad de Hielo más reciente, las playas del sudeste de América del Norte eran demasiado frías para los huevos de las tortugas marinas. A medida que la Tierra comenzó a calentarse, las tortugas bobas ampliaron su área de distribución hacia el norte, colonizando las playas del norte. Debido a esto, las tortugas que anidando entre Carolina del Norte y el norte de Florida representan una población genéticamente diferente de las del sur de Florida.
Las distintas poblaciones de tortugas bobas tienen diferencias genéticas y características únicas. Por ejemplo, las tortugas bobas del Mediterráneo son más pequeñas, en promedio, que las del océano Atlántico. Las tortugas bobas del Atlántico Norte y del Mediterráneo son descendientes de colonizadores originarios de Maputalandia en Sudáfrica, y los genes de estos colonizadores sudafricanos todavía están presentes en las poblaciones actuales.

## Anatomía y morfología
La tortuga boba es la tortuga con caparazón duro más grande del mundo. Los adultos tienen un rango de peso medio de 80 a 200 kg y una longitud de 70 a 95 cm. El peso máximo registrado es de 545 kg y la longitud máxima registrada del caparazón es 213 cm. La cabeza y la parte superior del caparazón tiene un color que puede variar desde amarillo-naranja hasta marrón-rojizo, mientras que el plastrón (parte inferior) es típicamente de color amarillo pálido. El cuello y los costados de la tortuga son de color marrón en la parte superior y amarillo en los lados y la parte inferior.
El caparazón sirve como armadura externa, aunque las tortugas bobas no pueden retraer sus cabezas o patas en la misma. Se divide en dos secciones: el carapacho (o espaldar) y el plastrón. El caparazón se compone de grandes placas o escudos. Por lo general, 11 o 12 pares de escudos marginales bordean el carapacho. Cinco escudos vertebrales corren por la línea media del carapacho, la cual está bordeada por cinco pares de escudos costales. El escudo nucal se encuentra a la base de la cabeza. El carapacho se conecta con el plastrón por tres pares de escudos inframarginales. El plastrón tiene escudos apareados gulares, humerales, pectorales, abdominales, femorales y anales.
El dimorfismo sexual de  C. caretta  sólo es aparente en los adultos. Los machos adultos tienen colas y garras más largas que las hembras. El plastrón de los machos es más corto que el de las hembras, presumiblemente para acomodar la cola más grande de los machos. El caparazón de los machos es más ancho y menos abombado que el de las hembras, y los machos suelen tener cabezas más grandes. No es posible determinar el sexo de los juveniles y subadultos por su anatomía externa, sino por medio de la disección, laparoscopia (una operación realizada en el abdomen), examen histológico (anatomía celular), y ensayos radioinmunológicos (estudio inmunológico con radiomarcaje).
Las glándulas lagrimales que se encuentran detrás de cada ojo permite mantener un equilibrio osmótico al eliminar el exceso de sal obtenido por la ingestión de agua de mar. En tierra, la excreción del exceso de sal da la falsa impresión de que la tortuga está llorando.

## Ecología y comportamiento
Las tortugas bobas observadas tanto en cautividad como en la naturaleza son más activas durante el día. En cautiverio, las actividades cotidianas están divididas entre nadar y descansar en el fondo del acuario. Durante el descanso, tiende sus patas delanteras hasta la posición de natación mediana. Permanecen inmóviles, con los ojos abiertos o medio cerrados y son fácilmente alertados mientras se encuentran en este estado. De noche, los cautivos duermen en la misma posición, pero con los ojos bien cerrados, y son lentos para reaccionar. Pasan hasta el 85 % del día sumergidos, los machos siendo buceadores más activos que las hembras. La duración promedio de las inmersiones es de 15-30 minutos, pero pueden permanecer sumergidos durante hasta cuatro horas. Juveniles y adultos tienen diferentes métodos de natación. Los juveniles mantienen sus extremidades anteriores presionadas hacia los lados del caparazón, y se propulsan por patadas con sus miembros traseros. A medida que los juveniles maduran, este método de natación es progresivamente reemplazado con el método de alternancia de las extremidades practicado por los adultos, y dependen completamente de este método de natación al alcanzar la edad de un año.
La temperatura del agua afecta el metabolismo de las tortugas marinas. Temperaturas entre 13 y 15 °C inducen letargia. Cuando la temperatura baja hasta aproximadamente 10 °C, adquiere una postura flotante, aturdida por el frío. Sin embargo, los juveniles son más resistentes al frío y no quedan aturdidos hasta que las temperaturas caen por debajo de 9 °C. La migración permite evitar la exposición al frío. Temperaturas de agua más altas causan un aumento en el metabolismo y ritmo cardíaco. La temperatura del cuerpo aumenta con mayor rapidez en aguas más cálidas que se reduce en aguas más frías; su máximo térmico crítico es actualmente desconocido.
Aunque la agresión entre hembras es muy raro entre los vertebrados marinos, es bastante común entre las tortugas bobas. La agresión ritualizada escala de una postura de amenaza pasiva hasta el combate. El conflicto entre hembras se produce principalmente por el acceso a las zonas de alimentación. La escalación del conflicto típicamente sigue cuatro etapas. En primera instancia, el contacto inicial es estimulado por señales visuales o táctiles. En segunda instancia, se produce la confrontación, empezando con confrontaciones pasivas caracterizadas por movimientos circulares amplios. La confrontación agresiva comienza cuando una de las tortugas deja de circular y enfrenta directamente a su adversario. En tercera instancia, se inicia el combate cuando las tortugas muerden las mandíbulas del adversario. La etapa final involucra la separación, sea mutua, con ambas tortugas nadando en direcciones opuestas, sea cuando una de las tortugas está siendo perseguida hasta fuera de la zona disputada. La escalación es determinada por varios factores, como niveles hormonales, el desgaste de energía, los resultados esperados, y la importancia del sitio. En todas las etapas, una cola vertical muestra la voluntad de escalar, mientras que una cola enroscada muestra la voluntad de someterse. Como mayor agresión es metabólicamente costosos y potencialmente debilitante, es mucho más probable que el conflicto solo se intensifique si involucra acceso a buenas zonas de alimentación. También se ha observado agresión en cautiverio. Aparentemente las tortugas son animales territoriales, y muestran un comportamiento agresivo frente a otras tortugas bobas, e incluso frente a otras especies de tortugas marinas.

### Depredadores

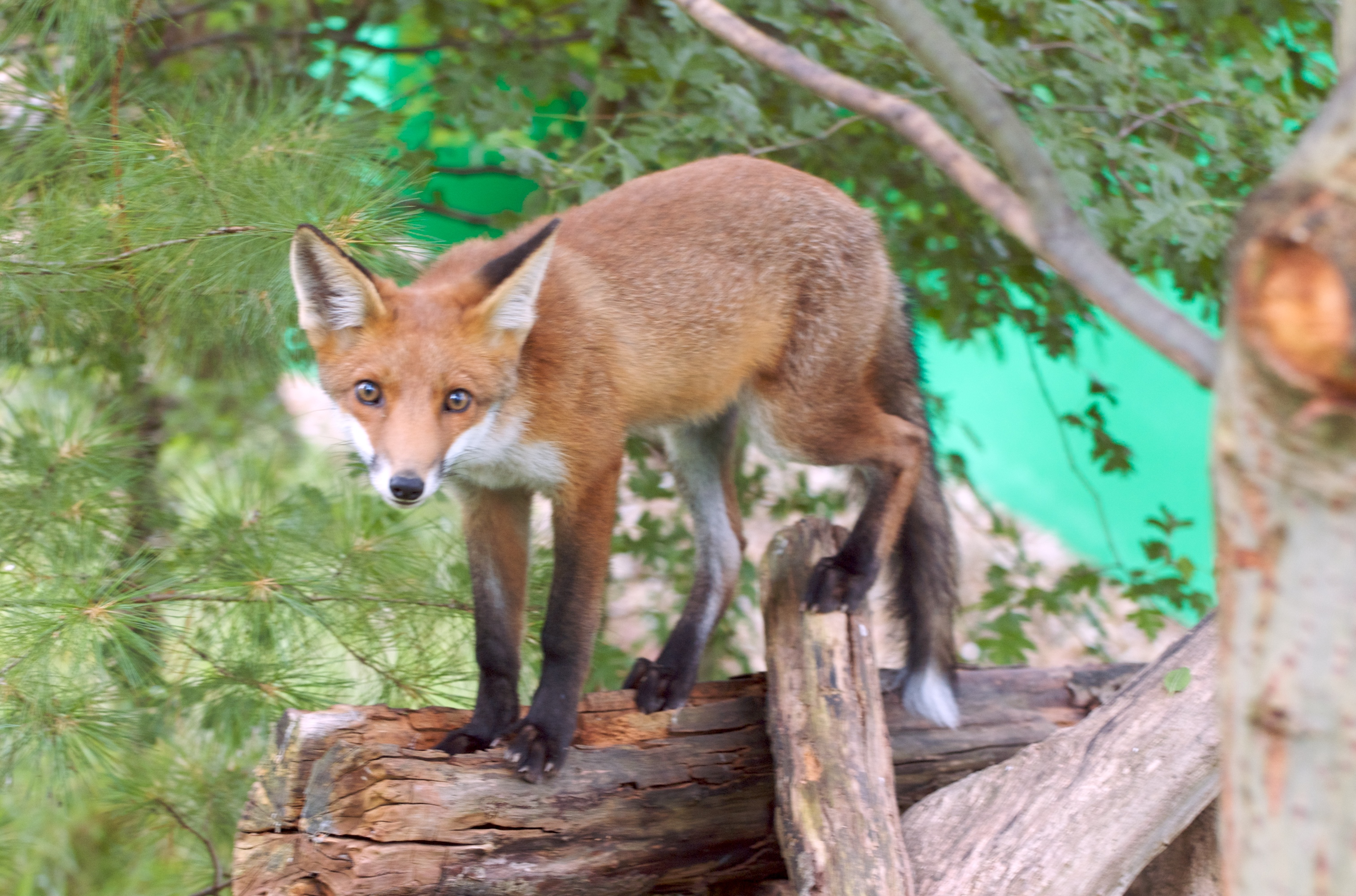
El zorro rojo es un depredador de nidos de tortuga boba en Australia.

La tortuga boba tiene numerosos depredadores, especialmente temprano en su vida. Depredadores de huevos y neonatos  incluyen gusanos oligoquetos, escarabajos, larvas de moscas, hormigas, larvas de la avispa parasitaria, moscas de la carne, cangrejos, serpientes, gaviotas, córvidos, zarigüeyas, osos, ratas, armadillos, mustélidos, zorrillos, cánidos, procionidos, gatos, cerdos, y seres humanos. Durante la migración desde sus nidos hasta el mar, las crías son depredados por larvas de dípteros, cangrejos, sapos, lagartos, serpientes, aves como fregatas y otros aves, y mamíferos. En el océano, los depredadores de los nenonatos incluyen peces, por ejemplo, peces loro y morenas, y cangrejos portúnidos. Es más raro que los adultos sean atacados debido a su gran tamaño, pero pueden ser presa de tiburones, retenes, y orcas. Hasta 40 % de las hembras anidadoras tienen heridas que fueron probablemente causadas por ataques de tiburones.  Las hembras que desovan son atacadas por moscas de la carne, perros salvajes y seres humanos. Mosquitos de los pantanos salados también pueden molestar a las hembras durante el desove.
En Australia, la introducción del zorro rojo (Vulpes vulpes) por los colonos ingleses en el siglo XIX, dio lugar a una reducción significativa de las poblaciones de C. caretta. Durante la década de 1970, la depredación de huevos de tortuga destruyó hasta el 95 % de todos las puestas establecidas en una sección costera en el este de Australia. Se ha logrado reducir ese impacto mediante una campaña agresiva para eliminar los zorros en los años 1980 y 1990. Sin embargo, se estima que durará hasta el año 2020 antes de que las poblaciones alcanzaran una recuperación completa de pérdidas tan dramáticas.
A lo largo de la costa sureste de los Estados Unidos, el mapache (Procyon lotor) es el depredador más destructivo de los sitios de anidación. En algunas playas de Florida se registraron tasas de mortalidad de casi el 100 % de todas las puestas establecidas en una temporada. Esto se atribuyó a un aumento de las poblaciones del mapache, que florecieron en entornos urbanos. Esfuerzos para proteger los sitios de anidación cubriéndolas con una malla metálica redujo significativamente el impacto de la depredación de huevos de tortugas marinas por los mapaches. En Bald Head Island en Carolina del Norte, se utilizaron cajas de malla de alambre para cubrir los nidos confirmados para evitar que sean excavados por zorros rojos y otros depredadores. Una nueva preocupación asociada con la protección con materiales de acero es la interferencia con el desarrollo normal del sentido magnético de los neonatos debido a la utilización de alambre ferroso, que puede perturbar la capacidad de las tortugas de navegar correctamente. Se están realizando esfuerzos para encontrar un material no magnético que permite evitar que los depredadores roen a través de la barrera.

### Enfermedades y parásitos
Bacterias infecciosas como Pseudomonas y Salmonella afectan a las crías y los huevos. Hongos como Penicillium infectan los nidos y la cloaca de las tortugas bobas.
La enfermedad fibropapilomatosis, causada por un virus del tipo herpes, puede resultar en tumores internos y externos. Estos tumores afectan los comportamientos esenciales del animal y pueden causar ceguera permanente cuando ocurren en los ojos. Trematodos de la familia Spirorchiidae habitan en los tejidos del cuerpo de la tortuga boba, incluyendo en los órganos vitales como el corazón y el cerebro. Infección por trematodos puede ser muy debilitante, y lesiones inflamatorias por trematodos pueden, por ejemplo, causar endocarditis y enfermedades neurológicas. El nematodo Angiostoma carettae también puede afectar a la tortuga boba, causando lesiones histológicas en el tracto respiratorio.
Más de 100 especies de animales de 13 phyla, así como 37 tipos de algas, viven en la espalda de la tortuga boba. Estos organismos parasitarios aumentan la fricción en el agua, y no ofrecen ningún beneficio conocido para la tortuga, aunque es posible que mejoren su camuflaje.

### Alimentación

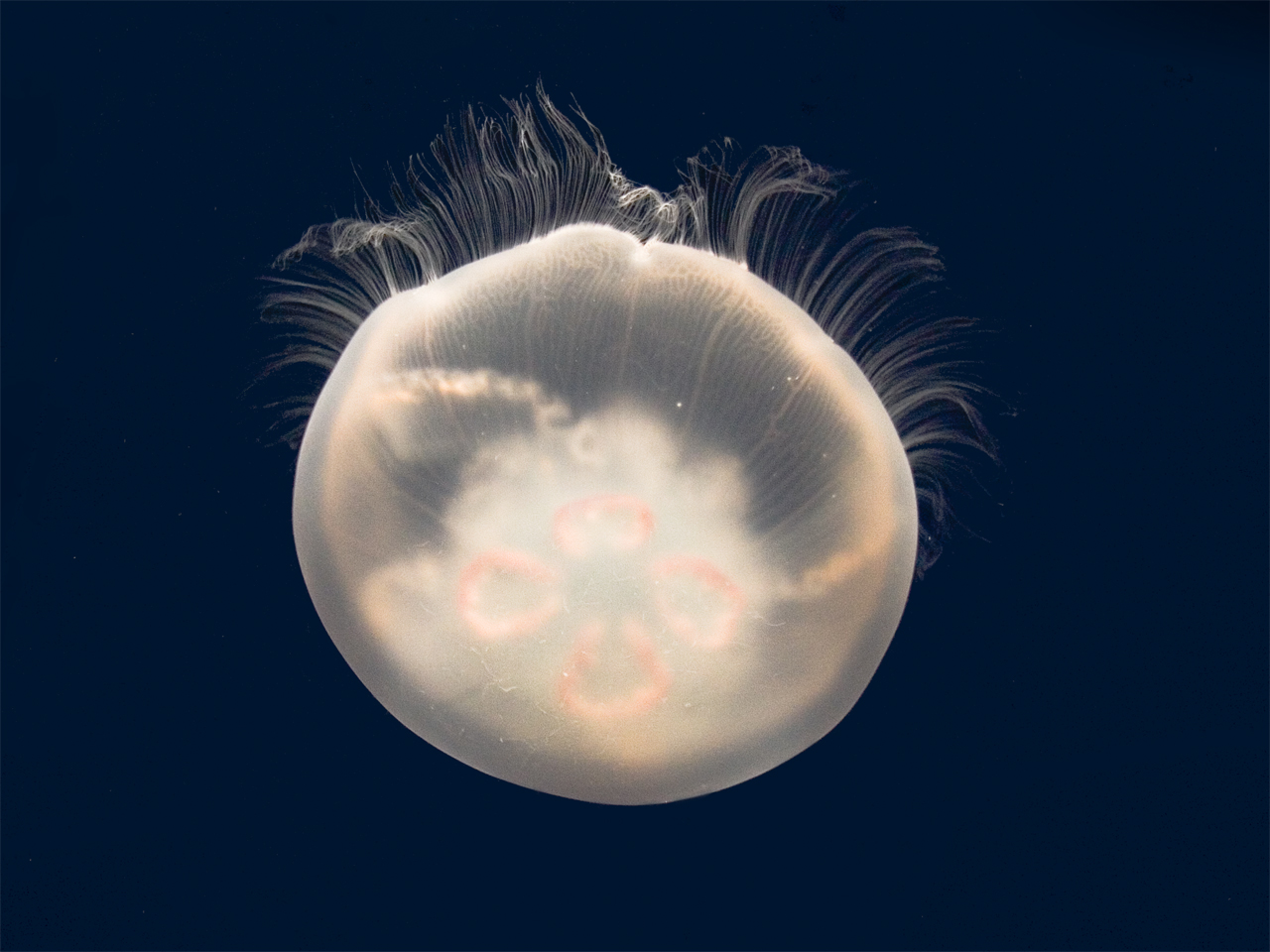
Una medusa Aurelia adulta, una de las presas de C. caretta durante la migración a través del mar abierto.

La tortuga boba es omnívora, presentando el mayor número de presas conocidas entre todas las tortugas marinas.[cita requerida] Sus principales presas incluyen invertebrados bentónicos, como gasterópodos, bivalvos y decápodos, isopodos y cirripedios, esponjas, corales, pennatuláceos, gusanos poliquetos, anémonas de mar, cefalópodos, braquiópodos, briozoos, erizos, pepinos de mar, estrellas de mar (Clypeasteroida), peces (huevos, juveniles y adultos), tortugas recién nacidas (incluso miembros de su propia especie), pero también insectos, algas, y plantas vasculares. Esta plasticidad puede convertirla en un eficaz control poblacional para especies invasoras, como se evidencia en un estudio que reporta la presencia del gasterópodo invasor Rapana venosa en contenidos estomacales de la tortuga boba en el Río de la Plata (Uruguay). Durante la migración a través del mar abierto, se alimenta de medusas, moluscos flotantes, huevos flotantes, calamar y pez volador.
Sus mandíbulas son grandes y poderosas y sirven como una herramienta eficaz para el desmantelamiento de sus presas. Puntos de las escamas que sobresalen del margen anterior de las extremidades anteriores, permiten la manipulación de los alimentos. Estos puntos pueden ser utilizados como "pseudo-garras" para arrancar grandes pedazos de comida en la boca de la tortuga. Para consumir el alimento desgarrado en los puntos de la escala, tornará su cuello de lado.
En la región delantera del esófago se encuentran papilas cubiertas de moco que apuntan hacia el interior y que filtran cuerpos extraños, tales como anzuelos. La siguiente región del esófago no tiene papilas, sino numerosos pliegues mucosos. La velocidad de la digestión aumenta con la temperatura.

## Ciclo vital

### Primeros años

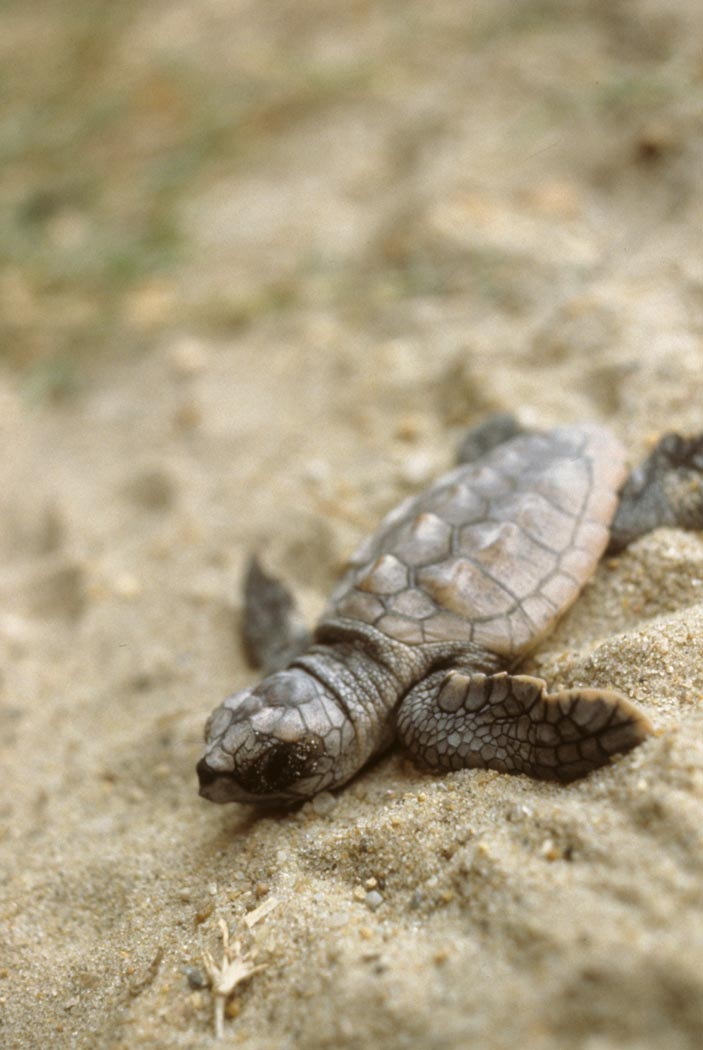
Una cría de la tortuga Caretta en su viaje hacia el mar.

El color de las crías varía desde marrón claro hasta casi negro, y no tienen los distintos tonos amarillos y rojos de los adultos. Al nacer, miden aproximadamente 4,6 cm y pesan unos 20 g. Los huevos son típicamente colocado en la playa en una zona por encima de la línea de la marea alta. Los huevos son depositados cerca del agua, por lo que las crías pueden volver al mar. El sexo de las crías es determinada por la temperatura del nido subterráneo. Las temperaturas de incubación generalmente oscilan entre 26 °C y 32 °C. Los huevos de tortugas marinas que se mantienen a una temperatura de incubación constante de 32 °C se convierten en hembras. Los huevos que incuban a 28 °C se convierten en machos. Una temperatura de incubación de 30 °C resulta en una proporción igual de crías machos y hembras. Las crías de los huevos del centro del nido tienden a ser más grandes, crecen más rápidos, y son los más activos durante los primeros días de vida marina.
La incubación dura alrededor de 80 días, después de la cual las crías excavan a través de la arena hacia la superficie. Por lo general esto ocurre durante la noche, ya que la oscuridad aumenta las oportunidades de escapar la depredación y permite evitar las temperaturas extremas de la superficie de la arena durante el día. Las crías se dirigen hacia el océano, navegando hacia el horizonte más brillante creado por el reflejo de las estrellas y la luna sobre la superficie del agua.
Las neonatos pueden perder hasta un 20 % de su masa corporal debido a la evaporación del agua durante el trayecto del nido al océano. Tras llegar al agua utilizan en un principio la resaca del oleaje para avanzar cinco a diez metros de la orilla. Una vez en el mar, nadan durante unas 20 horas para alejarse de la costa. Un compuesto de hierro (magnetita) en el cerebro permite que las tortugas perciben el campo magnético de la Tierra para navegar.
Muchas crías utilizan las capas de algas Sargassum en el océano abierto como protección hasta que alcanzan una longitud de aproximadamente 45 cm. Habitan en este ambiente pelágico hasta que alcancen la edad juvenil, y luego migran a las aguas cercanas a la costa. Únicamente una de cada mil alcanzará la edad adulta.

### Maduración

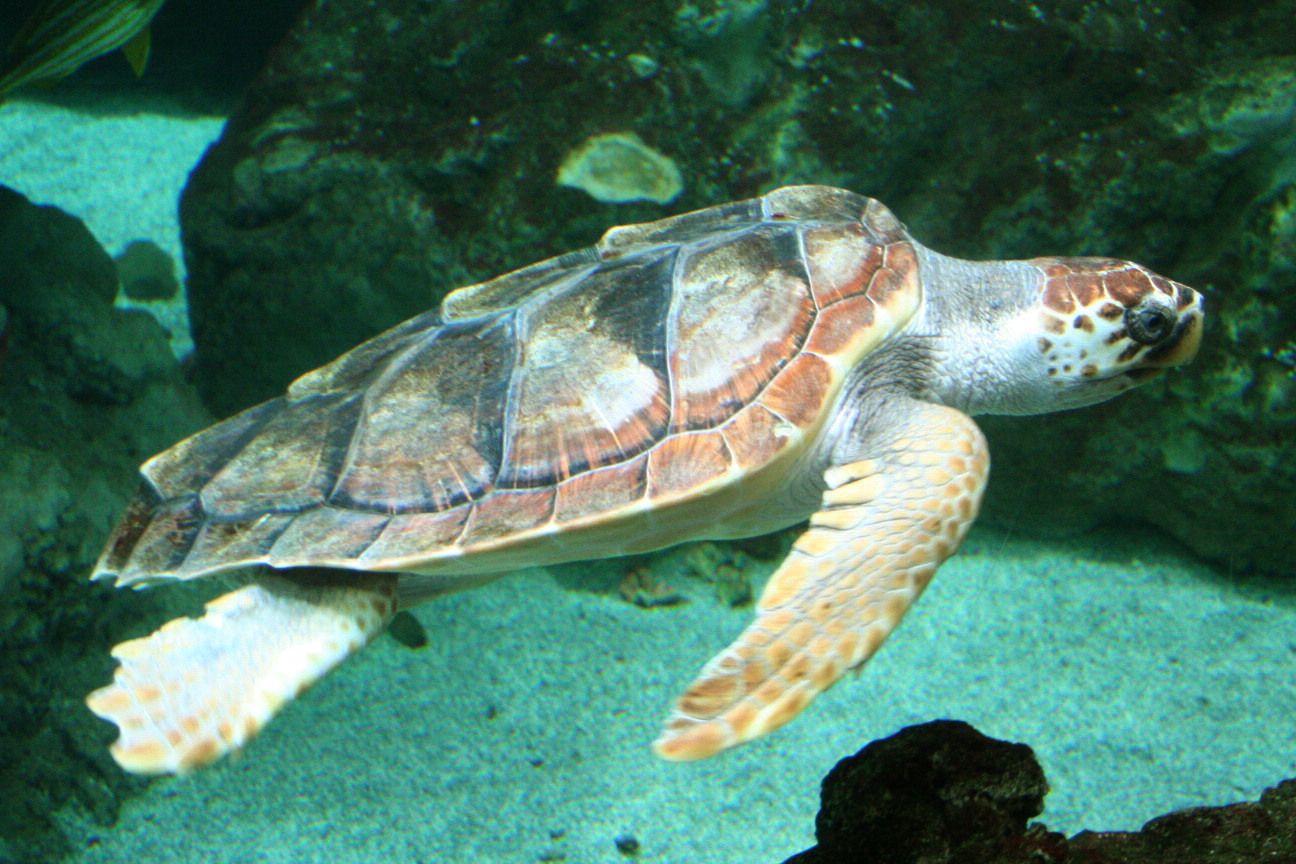
Una tortuga boba adulta.

Cuando las aguas del océano se enfríen, la tortugas bobas tienen que migrar a zonas más cálidas. También pueden hibernar hasta cierto punto; en los meses más fríos, se sumerja hasta durante siete horas a la vez, emergiendo por sólo siete minutos para respirar. Aunque superado por tortugas de agua dulce, estas son algunas de las inmersiones más largas registradas para cualquier vertebrado marino que respira aire. Durante su migración estacional, los juveniles tienen la capacidad de navegar utilizando claves magnéticas y visuales. Cuando ambos están disponibles, se utilizan en combinación, y si una no está disponible, la otra es suficiente. Durante la migración, las tortugas nadan con una velocidad de aproximadamente 1,6 km por hora.
Como todas las tortugas marinas, la tortuga boba se prepara para la reproducción en su zona de alimentación. Esto tiene lugar varios años antes de que migra a una zona de apareamiento. En el sureste de Estados Unidos y en Australia las hembras se reproducen por primera vez entre las edades de 28-33 años; en Sudáfrica esto ocurre entre las edades de 17-30 años. No se conoce la edad de la primera reproducción en el Mediterráneo, Omán, Japón y Brasil. Tortugas bobas que anidan, tienen una longitud recta del caparazón de 70-109 cm. Debido a la amplia gama, la longitud del caparazón no es un indicador fiable de la madurez sexual. Su esperanza de vida máxima es de aproximadamente 47-67 años en su hábitat natural.

### Reproducción

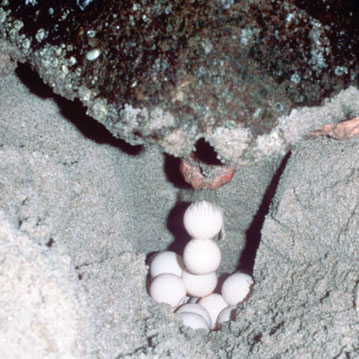
Desove.

Las hembras se reproducen por primera vez entre las edades de 17 y 33 años, y su período de apareamiento dura hasta seis semanas. Aunque el comportamiento de cortejo no ha sido examinado a fondo, el de los machos incluye hocicar, morder, y movimientos de la cabeza y las aletas. Estudios sugieren que las hembras producen feromonas cloacales para indicar la capacidad reproductiva. Antes del apareamiento, el macho se acerca a la hembra que suele resistir sus intentos iniciales de montarla. A continuación, el macho y la hembra comienzan a dar vueltas el uno al otro. Si el macho tiene competidores, la hembra puede dejar que los machos luchan entre sí. El ganador monta la hembra, proceso durante el cual las garras curvadas del macho suelen dañar la superficie de los hombros del caparazón de la hembra. Mientras que está tratando de copular, los competidores tienden a morder el macho, lesionando sus aletas y cola, a veces hasta exponer los huesos. Estas lesiones pueden obligar el macho a desmontar y pueden requerir semanas para curar.
Durante el periodo de anidación, las hembras producen una media de 3,9 puestas de huevos, y luego pasan por un periodo de quiescencia en el cual no producen huevos durante dos o tres años. A diferencia de otras tortugas marinas, el cortejo y el apareamiento no suelen tener lugar cerca de la playa de anidación, sino más bien a lo largo de las rutas migratorias entre las zonas de alimentación y de reproducción. Evidencia reciente sugiere que la ovulación de las hembras es inducida por el apareamiento. A través del acto de apareamiento, la hembra ovula y los huevos son fecundados por el macho. Esto es un fenómeno muy especial, ya que la ovulación inducida por el apareamiento es raro fuera de los mamíferos. En el Mediterráneo el periodo de apareamiento tiene lugar desde finales de marzo hasta principios de junio. La temporada de desove es en los meses de junio y julio, pero puede variar por playa de anidación.
La tortuga boba puede tener paternidad múltiple. La hembra tiene la capacidad de almacenar el esperma de varios machos en sus oviductos hasta la ovulación. Cada puesta puede tener hasta cinco padres distintos, cada uno contribuyendo esperma a una parte de la puesta. El tamaño de la hembra tiene una correlación positiva con la paternidad múltiple. Existen dos hipótesis para explicar esta correlación. Una postula que los machos prefieren hembras grandes por su percepción de que tienen una mayor fecundidad. La otra mantiene que las hembras más grandes son capaces de nadar con mayor velocidad a las zonas de reproducción, y por lo tanto tienen períodos de apareamiento más largos.

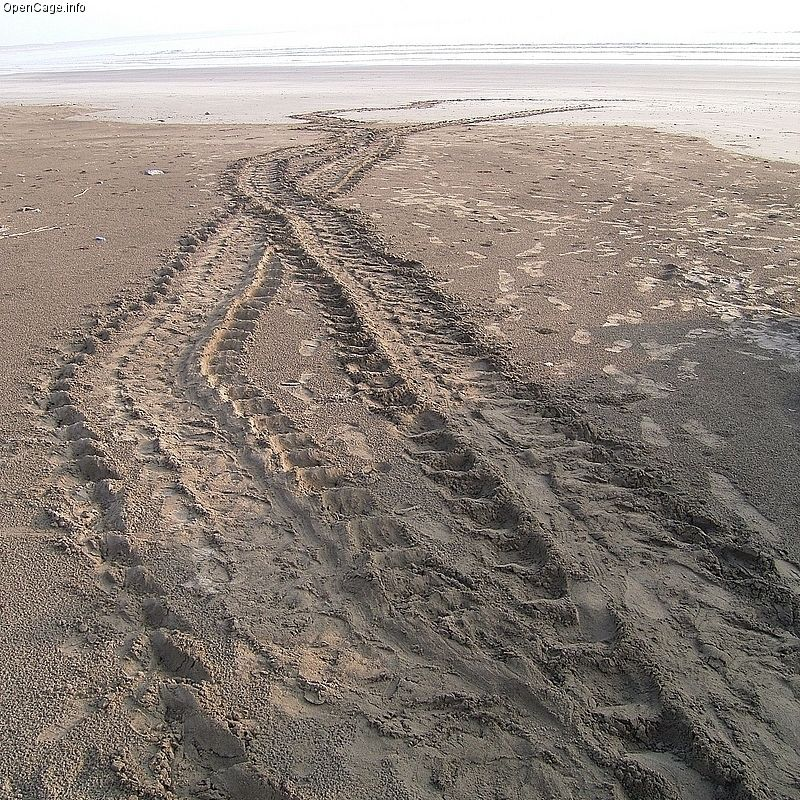
Huellas de tortuga boba.

Todas las tortugas marinas son parecidas en su comportamiento de anidación básico. Durante la temporada de desove, la hembra vuelve a la playa donde nació para poner huevos a intervalos de 12-17 días. Sale del agua, sube a la playa, y raspa la superficie de la arena para formar un hoyo en el cual cabe su cuerpo. Con sus patas traseras, excava un agujero donde deposita los huevos. Luego cubren la cámara de huevos y el hoyo con arena, y finalmente regresa al mar. Este proceso tarda de una a dos horas, y se produce en las zonas de arena abiertas o en la parte superior de las dunas de arena. La selección de la zona de anidación es importante, ya que influye los resultados de la puesta, tales como la condición física de las crías, la proporción de crías que logra emerger de la arena, y la vulnerabilidad ante los depredadores de nidos. La tortuga boba tiene un promedio de 70 huevos por puesta.

## Conservación
Muchas actividades humanas tienen efectos negativos sobre las poblaciones de tortugas bobas. El tiempo prolongado necesario para alcanzar la madurez sexual y las altas tasas de mortalidad de huevos, neonatos y juveniles ante depredadores y fenómenos naturales, agravan el problema de la reducción de la población como consecuencia de las actividades humanas.

### Amenazas

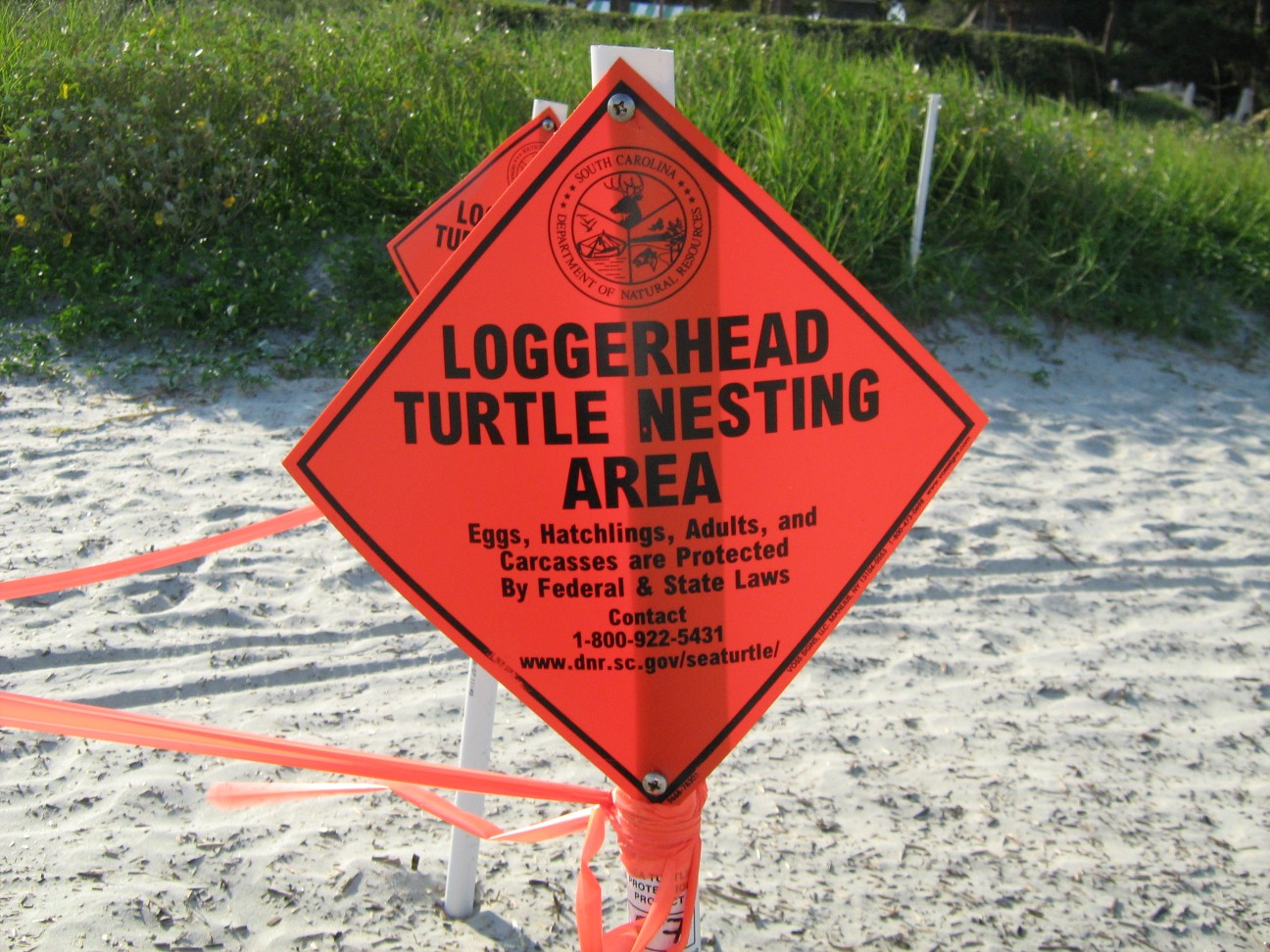
Nido de tortuga boba, acordonado como parte de un proyecto de conservación en Hilton Head Island.

Las tortugas bobas fueron intensamente cazadas por su carne y sus huevos. Aunque la caza ha disminuido debido a la legislación internacional que las protege, todavía se consume carne y huevos de tortuga en los países donde no se hacen cumplir estrictamente las leyes. En México por ejemplo, los huevos de tortuga son un plato común, y los lugareños afirman que los huevos son un afrodisíaco. El consumo de huevos o carne de tortuga puede causar enfermedades graves debido a las bacterias dañinas que contiene, como Pseudomonas aeruginosa y Serratia marcescens, y por los altos niveles de metales tóxicos que se forman como resultado de la bioacumulación.
La costa occidental de los Estados Unidos forma parte de un corredor migratorio crítico para las tortugas bobas del Pacífico, en el cual cruzan el Pacífico desde las zonas de anidación en Japón hasta la costa de California. Mediante estudios de telemetría se descubrieron importantes hábitats de alimentación para los juveniles situados en el centro del Pacífico Norte. Estos hábitats se superponen con los caladeros para la pesca a gran escala –con redes de deriva en el pasado, y las pesquerías de palangre en el presente– lo que resulta en altos niveles de captura accidental de tortugas bobas. Muchas tortugas bobas juveniles se concentran en las costas de Baja California Sur, México, donde la pesca costera a pequeña escala aumenta el riesgo de mortalidad de las tortugas; los pescadores confirmaron la captura accidental de decenas de tortugas bobas por día por barco con aparejos de pesca de fondo. La forma de pesquería comercial más responsable de la captura accidental de tortugas bobas son las redes de arrastre utilizadas por los barcos camaroneros en el golfo de California. Se estima que en el año 2000, entre 2.600 y 6.000 tortugas bobas murieron por el uso de palangre pelágico en el Pacífico.

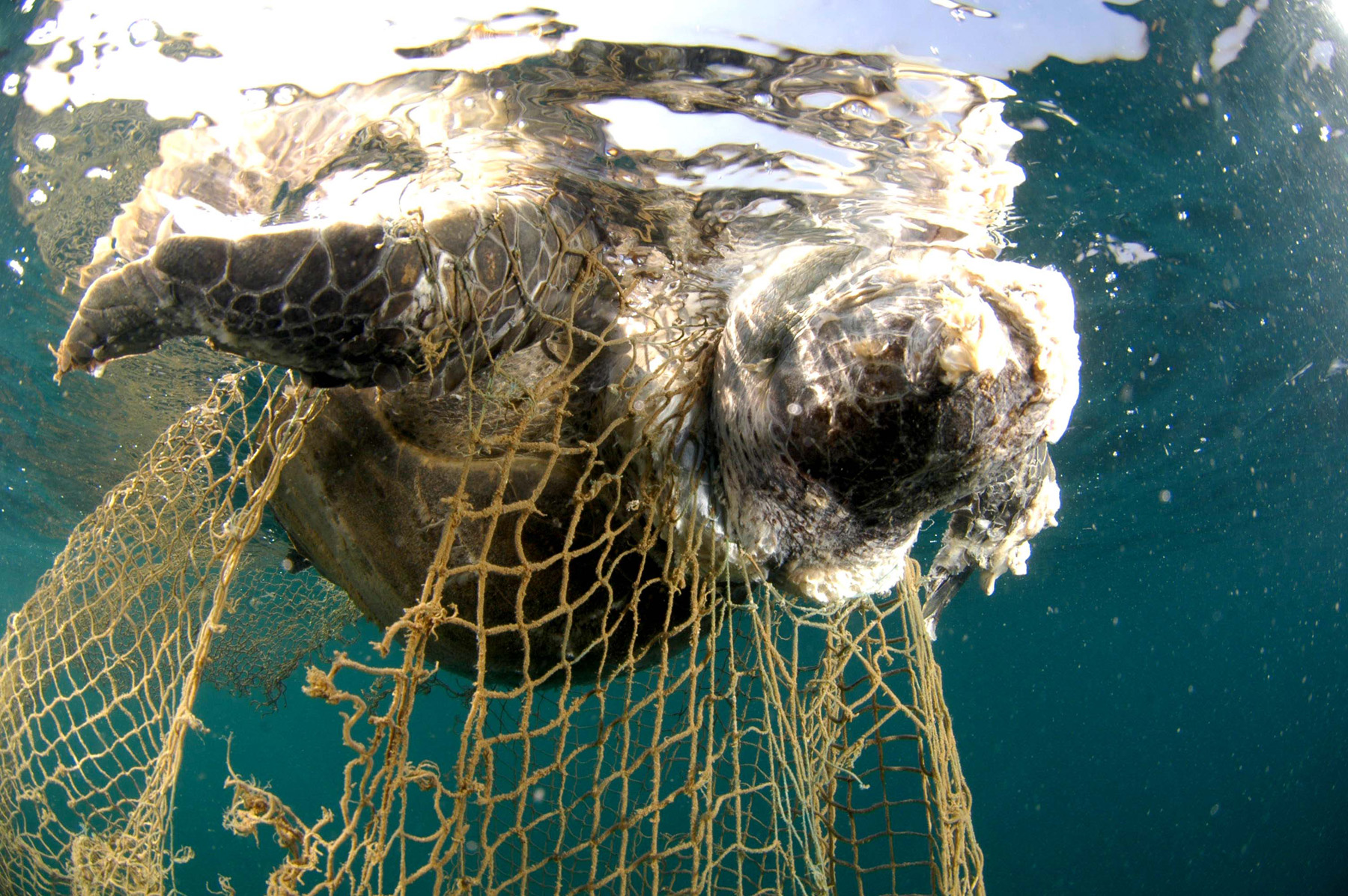
Tortuga marina, ahogada después de enredarse.

En el océano abierto, los aparejos de pesca forman la mayor amenaza para las tortugas bobas. A menudo se enredan en palangres o redes de enmalle. Según un informe del año 2009 del Servicio de Pesca de los Estados Unidos, la principal amenaza para las tortugas en el Pacífico Norte es el ahogamiento por enredo en equipo de pesca como palangre y redes de enmalle. También se enredan en trampas, nasas, redes de arrastre y son víctimas de dragas. Atrapadas en este equipo no vigilado, pueden sufrir lesiones graves o ahogamiento. La implementación de dispositivos excluidores de tortugas en las redes y en otras trampas puede reducir el número de tortugas atrapadas accidentalmente.
Cada año se vierten cerca de 24 000 toneladas métricas de plástico en el océano. Las tortugas ingieren una amplia gama de estos restos flotantes, incluyendo bolsas, láminas, gránulos, globos y  líneas de pesca abandonadas. Las tortugas pueden confundir el plástico con medusas flotantes, un alimento común. El plástico ingerido provoca numerosos problemas de salud, incluyendo la obstrucción intestinal, una reducción de la capacidad de absorción de nutrientes y malnutrición, asfixia, ulceraciones, o hambruna. Además, los plásticos ingeridos liberan compuestos tóxicos, incluyendo bifenilos policlorados, que pueden acumularse en los tejidos internos y afectar los huevos. Estas toxinas pueden conducir al adelgazamiento de las cáscaras de los huevos, daño tisular, o desviación de la conducta natural.
La iluminación artificial desalienta la anidación e interfiere con la habilidad de los neonatos de navegar hacia el mar. Las hembras prefieren anidar en playas que no tienen iluminación artificial. En las playas explotadas, a menudo los nidos son agrupados en torno a edificios altos, posiblemente porque bloquean las fuentes de luz artificial. En condiciones normales las crías son atraídas por la reflexión de las estrellas y de la luna sobre la superficie del agua del mar. Confundidas por la luz artificial, navegan tierra adentro, lejos de la protección del agua, lo que las expone a la deshidratación y la depredación cuando sale el sol. Cada año la iluminación artificial causa decenas de miles de muertes entre los neonatos.
La invasión y destrucción de hábitat por los humanos es otra amenaza para las tortugas marinas. En condiciones naturales optimales, las playas de anidación son playas de arena abiertas que se extienden por encima de la línea de marea alta. Sin embargo, las playas explotadas suelen tener construcciones encima de la línea de marea alta y priva las tortugas de sitios de anidación adecuados, obligándolas de anidar más cerca de las olas. La urbanización a menudo conduce a la sedimentación de las playas de arena, disminuyendo su viabilidad como zona de anidación.  La construcción de muelles y puertos deportivos puede destruir los hábitats cercanos a la costa. El tráfico marítimo y el dragado pueden degradar el hábitat y lesionar o matar las tortugas si los barcos chocan con ellas.
Las variaciones anuales de las temperaturas climáticas pueden afectar la proporción de machos y hembras entre los neonatos, ya que la temperatura del nido determina el sexo de las crías. Temperaturas elevadas pueden sesgar los coeficientes de género a favor de las hembras. Sitios de anidación que fueron expuestos a temperaturas inusualmente cálidas en un período de tres años, produjeron una proporción de hembras de 87-99 %. Esto suscita preocupación por la relación entre los rápidos cambios de la temperatura global y el riesgo de extinción de la población de tortugas bobas. Un efecto más localizado proviene de la construcción de edificios altos cerca de las playas, que reducen la exposición al sol y conducen a una reducción de la temperatura media de la arena, lo que resulta en un cambio en las proporciones de género, favoreciendo la proporción de tortugas machos entre los neonatos

### Actividades de conservación

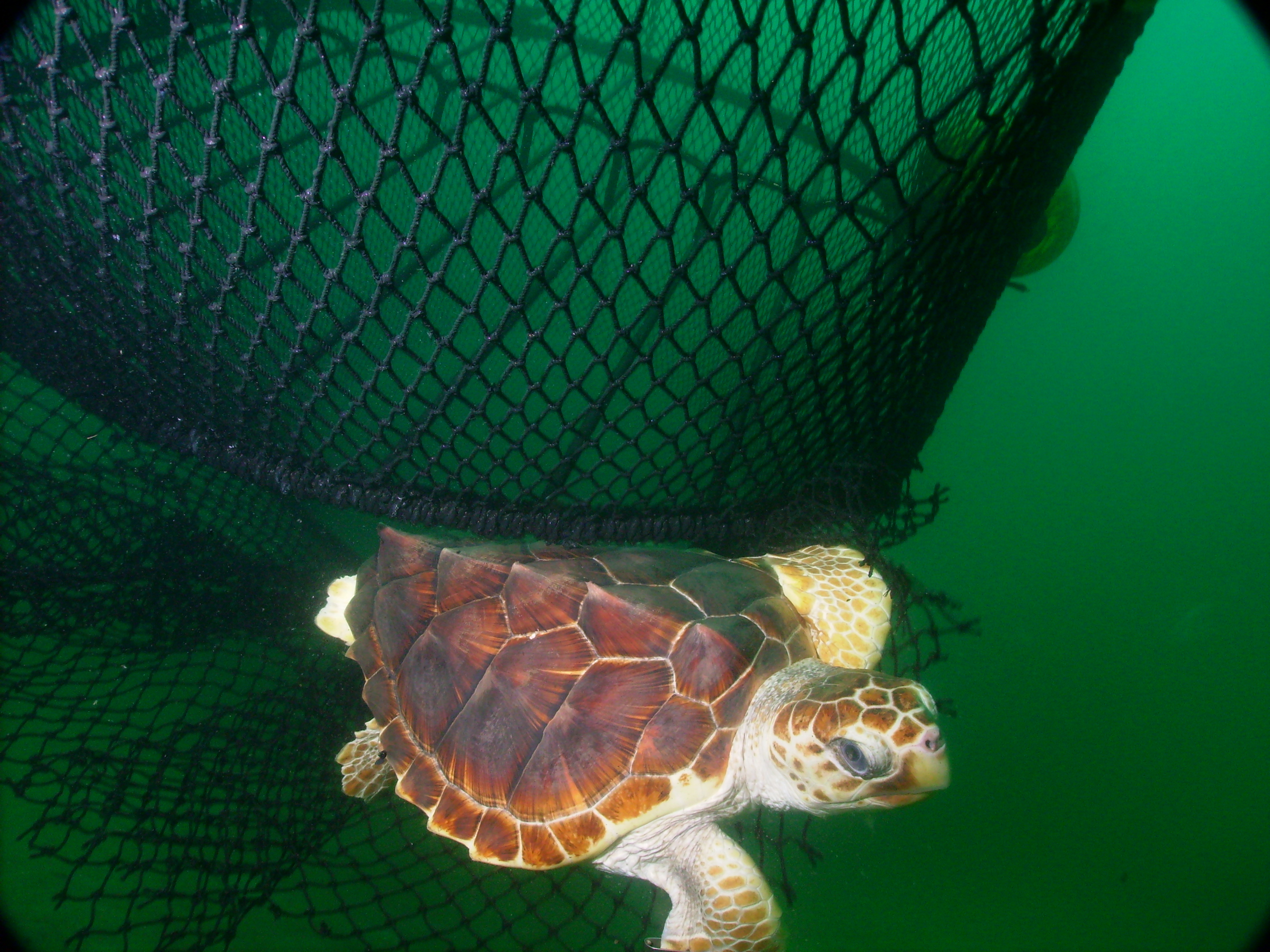
Una tortuga boba que escapa de una red de pesca a través de un dispositivo excluidor de tortugas.

Dado que la tortuga boba tiene un área de distribución muy extenso, su conservación requiere un esfuerzo de  cooperación internacional.
La tortuga boba está clasificada como una especie vulnerable por la Unión Internacional para la Conservación de la Naturaleza (UICN) y está incluida en el Apéndice I de la Convención sobre el Comercio Internacional de Especies Amenazadas (CITES), por lo cual el comercio internacional en esta especie es considerado ilícito. En los Estados Unidos, el Servicio de Pesca y Vida Silvestre y el Servicio Nacional de Pesca Marina la clasifica como una especie amenazada en el marco del Tratado de especies amenazadas. En Australia es considerada una especie en peligro de extinción en virtud del Tratado de Protección del Medio Ambiente y Conservación de la Biodiversidad de 1999 y del Tratado de Conservación de la Naturaleza de 1992 de Queensland.
La convención sobre la conservación de las especies migratorias de animales silvestres se aplica también a la conservación de la tortuga boba en la costa atlántica de África, así como en el océano Índico y el sudeste asiático. A lo largo de Japón, la Asociación de Tortugas Marinas de Japón trabaja para la conservación de las tortugas bobas, y en Grecia lo hace la Sociedad para la Protección de la Tortuga Marina (ARCHELON). En la isla de Zakynthos, las autoridades griegas no permiten que los aviones despegan o aterrizan durante la noche para proteger a las tortugas anidadoras. La Fundación de Investigación Marina trabaja para su conservación en Omán. Es también protegida por el Anexo 2 del Protocolo relativo a las Áreas y Vida Silvestre Especialmente Protegidas del Convenio de Cartagena, que trata sobre la contaminación que puede perjudicar a los ecosistemas marinos. Organizaciones de conservación en el mundo entero trabajaron junto con la industria de la pesca de arrastre para desarrollar dispositivos de exclusión de tortugas (DET) para evitar la captura accidental de tortugas marinas, incluso las más largas. Estos dispositivos son obligatorios para todos los camaroneros.

Durante la temporada de anidación, trabajadores y voluntarios de organizaciones de conservación vigilan la costa para identificar nidos de tortugas, y los investigadores científicos también salen durante la noche en busca de hembras anidadoras para marcarlas, así como para recoger percebes y muestras de tejidos. Los voluntarios pueden, en ciertas condiciones, reubicar los nidos para proteger los huevos contra amenazas, como las mareas altas de la primavera y depredadores, y vigilan los nidos diariamente para señalar disturbios. Después de la eclosión de los huevos, los voluntarios abren el nido para contar los huevos no-eclosionados, y las crías muertas. Las crías vivas restantes son liberadas o llevadas a instalaciones de investigación. Por lo general, mueren las crías que carecen de suficiente vitalidad para salir del cascarón y subir a la superficie. Los neonatos utilizan el trayecto del nido al mar para desarrollar fuerzas para la natación que sigue y este trayecto es un ejercicio físico importante para aumentar sus posibilidades de supervivencia.
En los Estados Unidos, la tortuga boba ha sido declarado el reptil oficial del estado de Carolina del Sur y también el reptil oficial de agua salada del estado de Florida.

## Galería

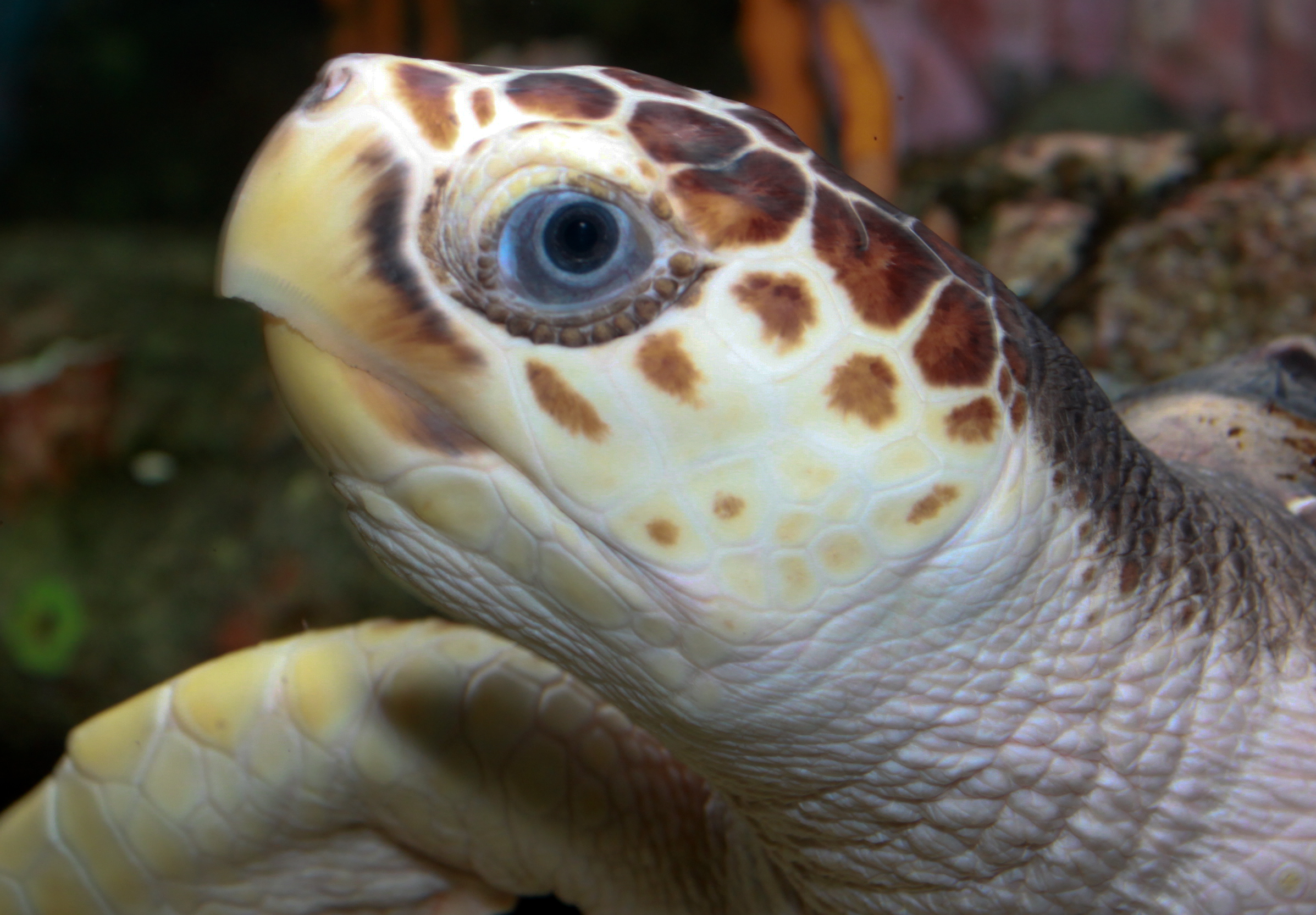
Cabeza de tortuga boba
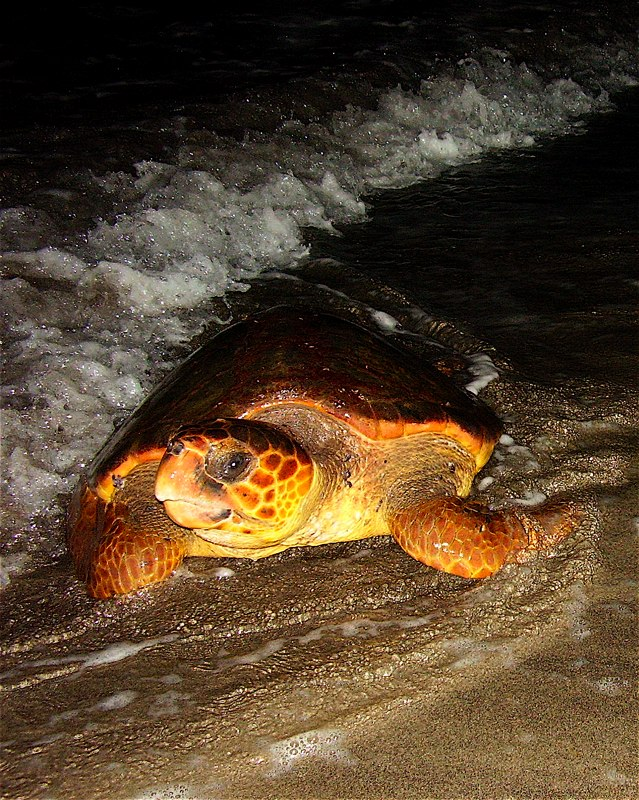
Subiendo a la playa
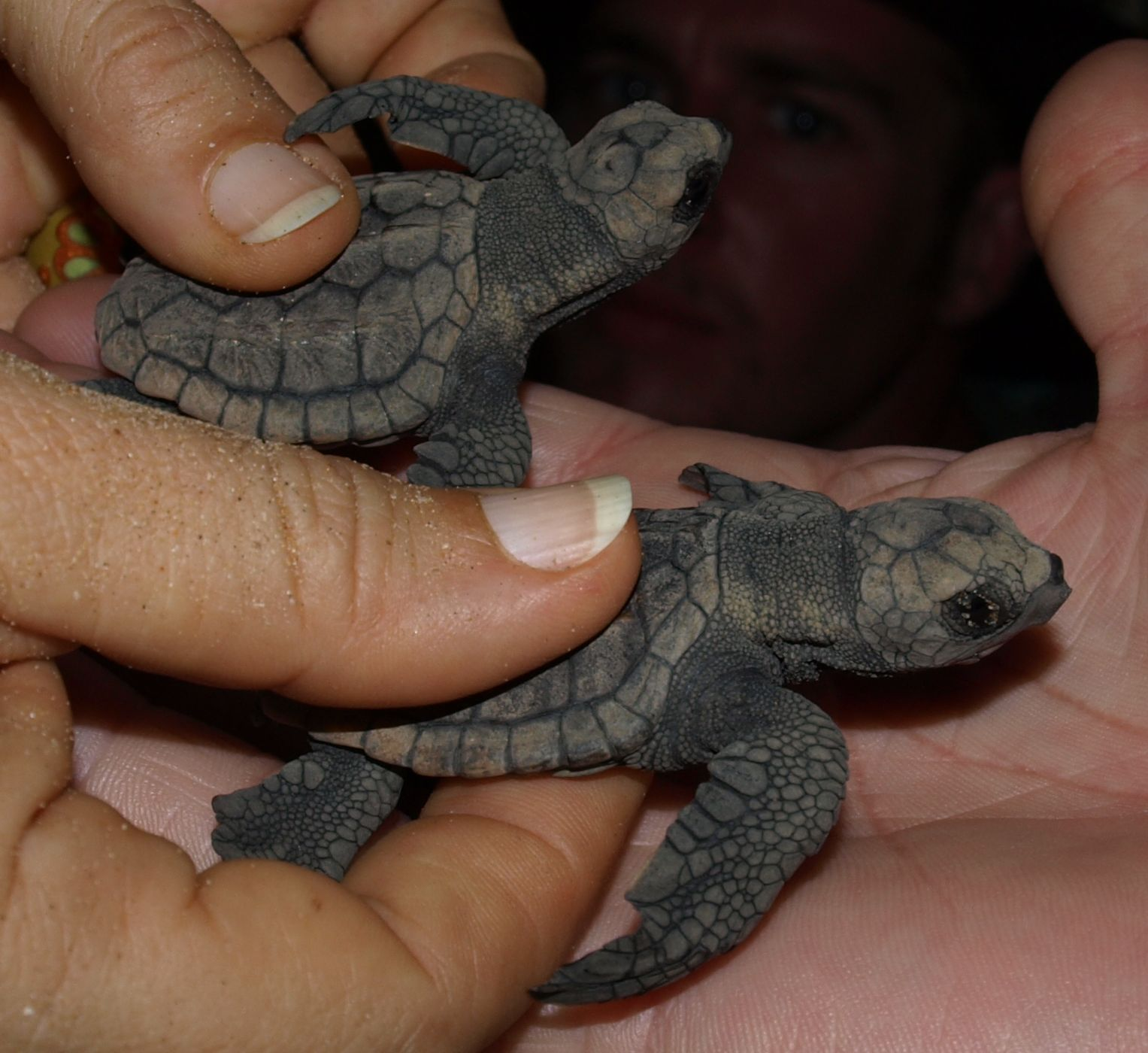
Crías de tortuga boba
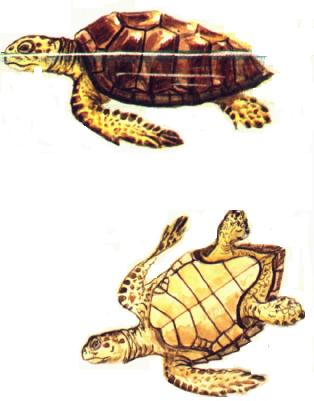
Dibujo de tortuga boba
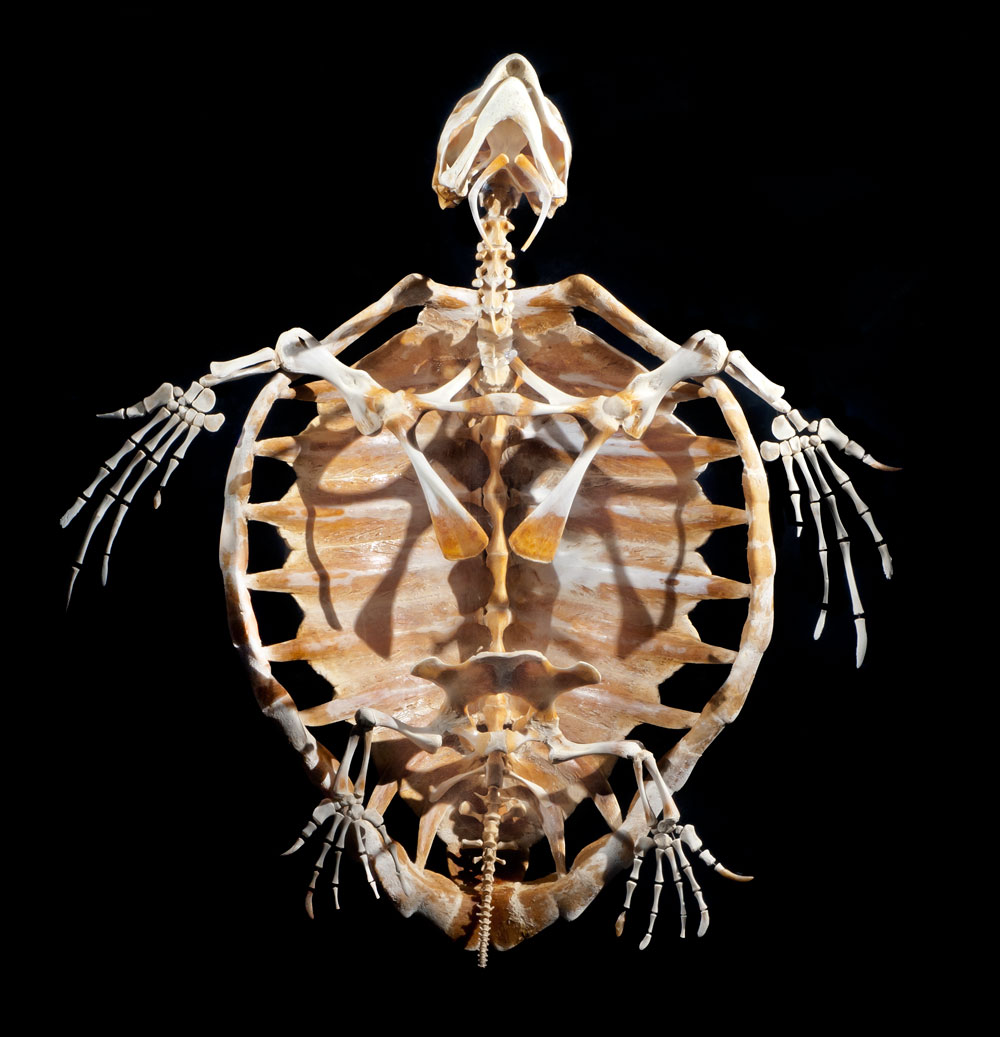
Esqueleto de tortuga boba
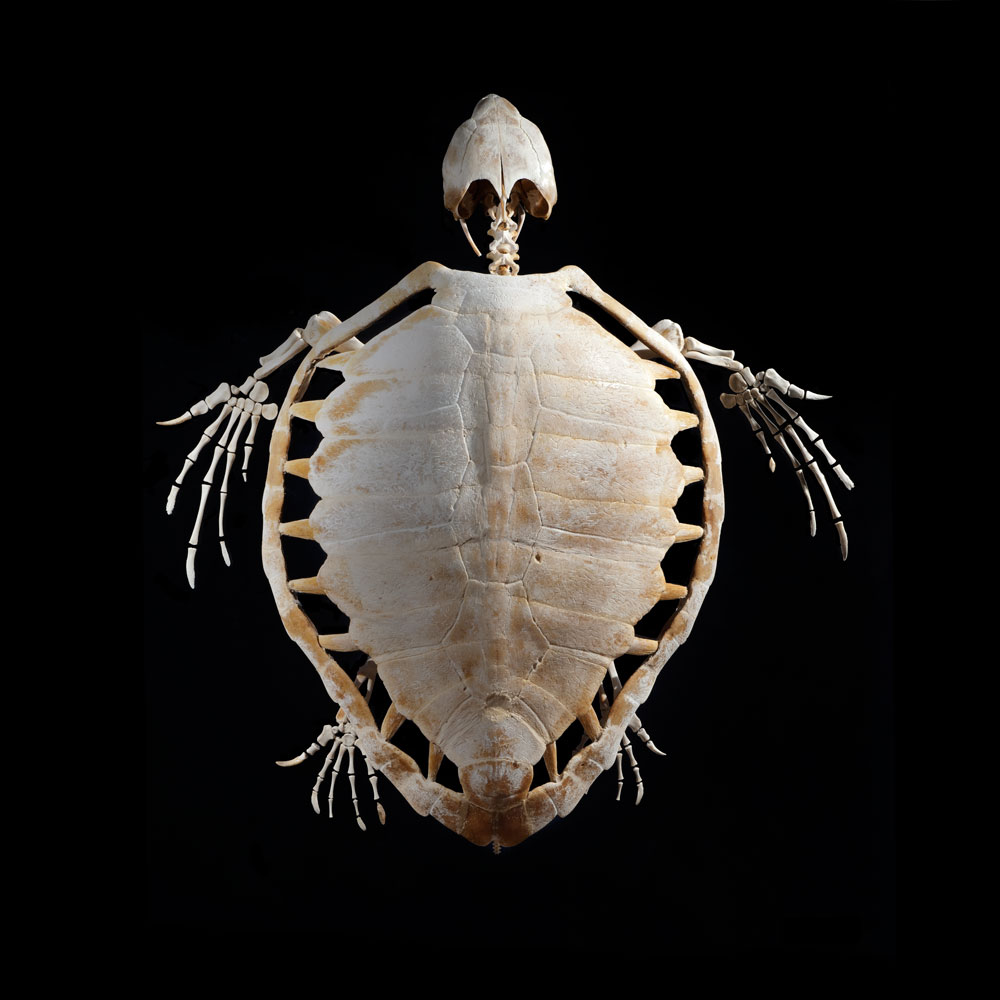
Esqueleto de tortuga boba

## Lecturas complementarias
- Bolten, Alan B.; Witherington, Blair E. (2003). Loggerhead Sea Turtles. Washington, D.C.: Smithsonian Books. ISBN 1-58834-136-4.
- Lutz, Peter L.; Musick, John A.; Wyneken, Jeanette (1997). The Biology of Sea Turtles 1. Boca Raton, Florida: CRC Press. ISBN 0-8493-8422-2.
- Lutz, Peter L.; Musick, John A.; Wyneken, Jeanette (2003). The Biology of Sea Turtles 2. Boca Raton, Florida: CRC Press. ISBN 0-8493-8422-2.
- Gulko, D.; Eckert, K.L. (2004). Sea Turtles: An Ecological Guide. Honolulu, Hawai’i: Mutual Publishing. ISBN 1-56647-651-8.